# Lego-Brücke

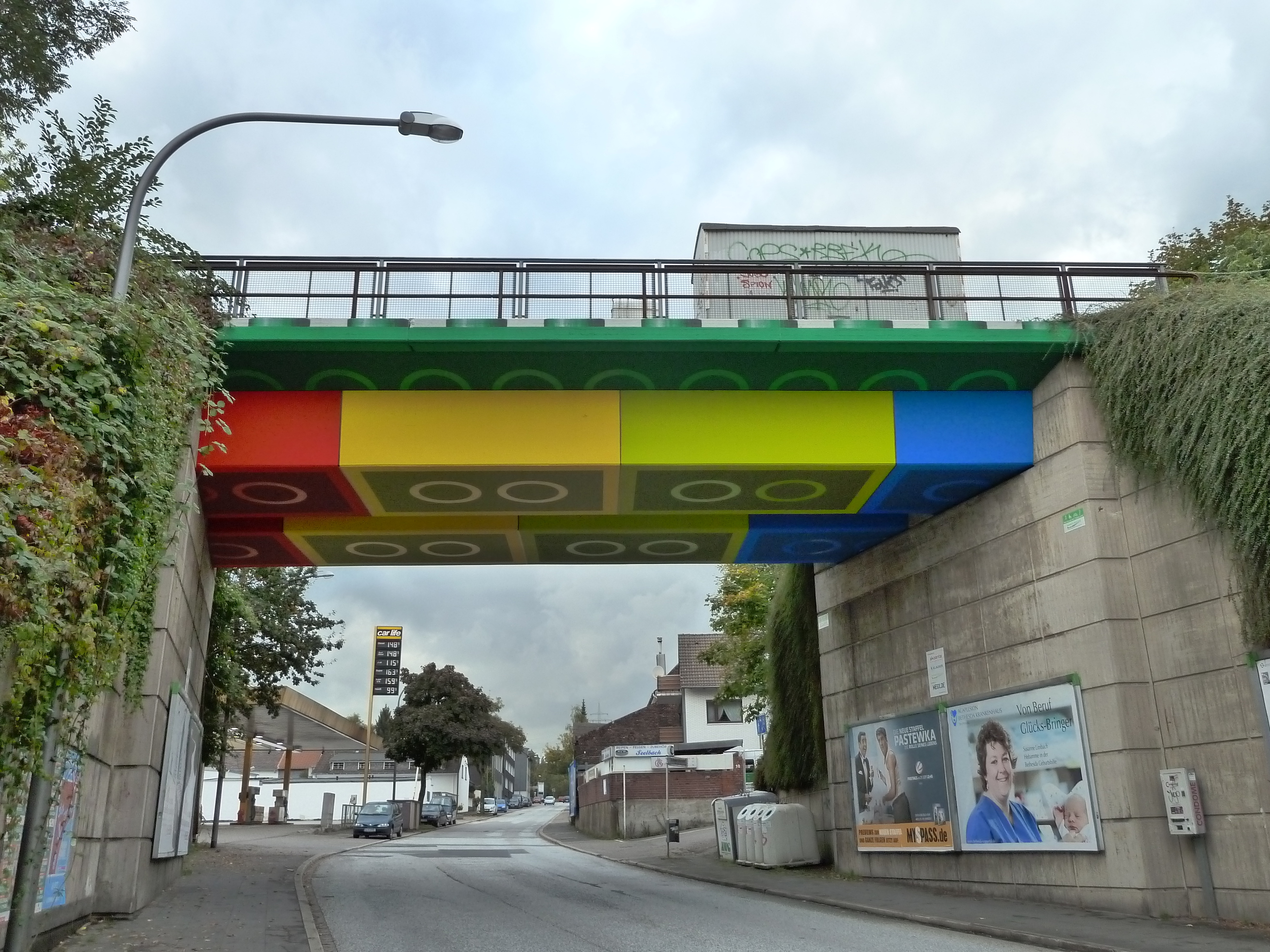
Die Lego-Brücke

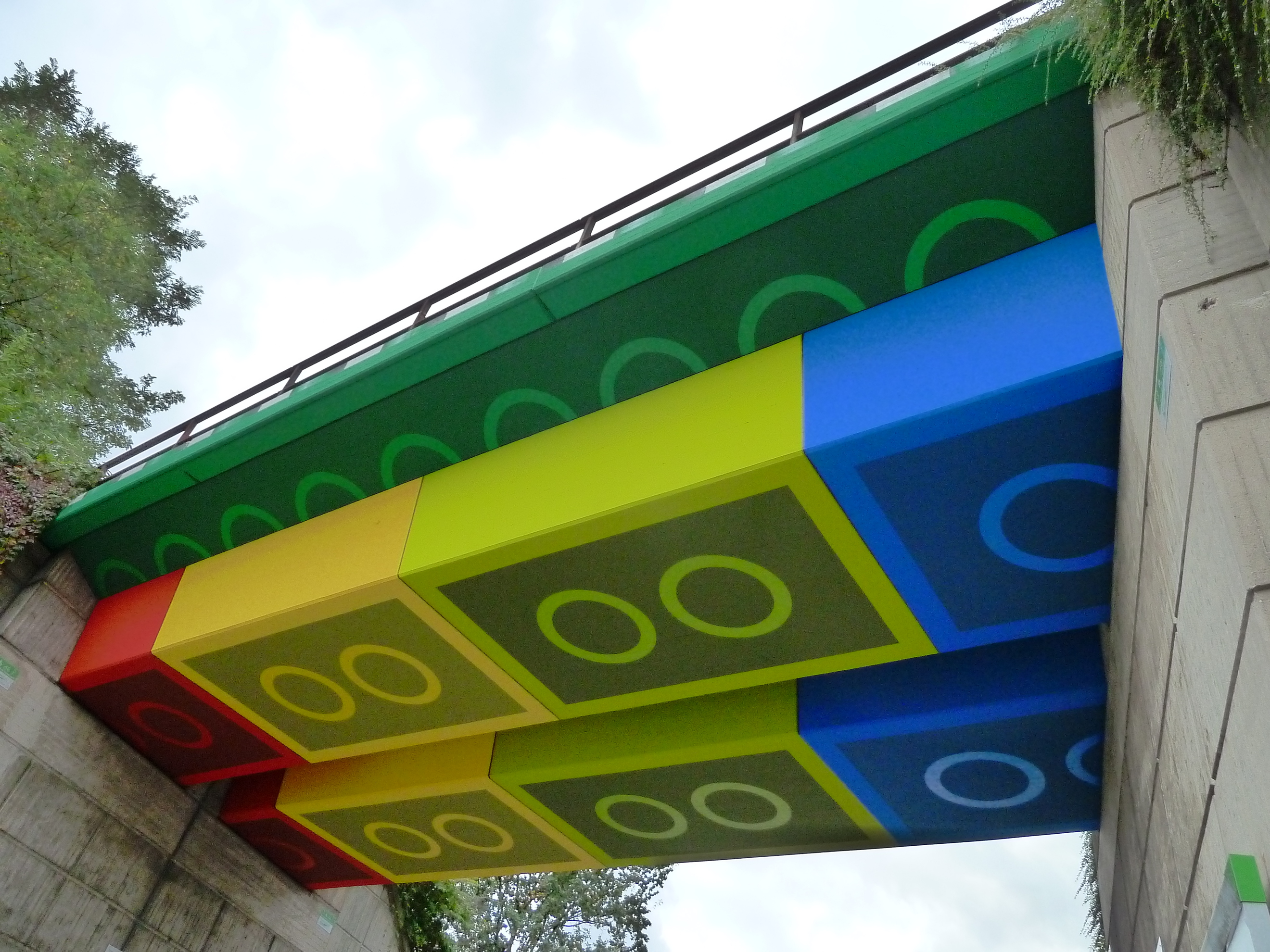
Nahansicht

Die Lego-Brücke oder Regenbogenbrücke ist eine Beton-Balkenbrücke über die Schwesterstraße in der nordrhein-westfälischen Großstadt Wuppertal. Der 2011 von dem Graffiti- und Streetart-Künstler Martin Heuwold (Künstlername: MEGX) im Design von Legosteinen angebrachte Farbanstrich fand im In- und Ausland in zahlreichen Publikationen Beachtung und erhielt 2012 den Förderpreis des Deutschen Fassadenpreises.

## Beschreibung
2011 entwickelte Martin Heuwold die Idee, eine der Brücken der 1991 stillgelegten Wuppertaler Nordbahn farblich zu gestalten. Nach Sondierungsgesprächen mit der Stadt Wuppertal und der Wuppertalbewegung, die auf der Trasse der Bahnstrecke einen Rad- und Fußweg angelegt hatte, wurde die Brücke über die Schwesterstraße ausgewählt, die die beiden Stadtteile Elberfeld (Wohnquartier Ostersbaum) und Barmen (Wohnquartier Clausen) verbindet. Die Anregung, den Anstrich der Brücke in Form von Legosteinen zu gestalten, erhielt Heuwold durch seine Frau Ninon Becker. Der dänische Hersteller Lego A/S gab im Vorfeld seine Zustimmung zu dem Projekt. Die Gestaltung wurde mittels eines Modells aus echten Lego-Steinen entwickelt.
Die von der Wuppertalbewegung betreute Lackierung der Brücke dauerte 13 Tage und wurde am 15. September 2011 abgeschlossen. Zu bemalen war eine Fläche von mehr als 250 Quadratmetern. Unterstützt wurde Heuwold durch im Zweiten Arbeitsmarkt beschäftigte Mitarbeiter der Wuppertaler Wichernhaus gGmbH. Die Finanzierung des Projektes wurde durch die Wuppertalbewegung sowie durch die Sponsoren akzenta und Klauser Schuhe getragen. Am 7. Oktober 2011 wurde die Brücke feierlich eingeweiht.

## Auszeichnungen
- 2012: Förderpreis des Deutschen Fassadenpreises[1]
- 2013: „Ausgezeichneter Ort im Land der Ideen“ in der Kategorie Kultur.[7]

## Lego-Brücke 2.0

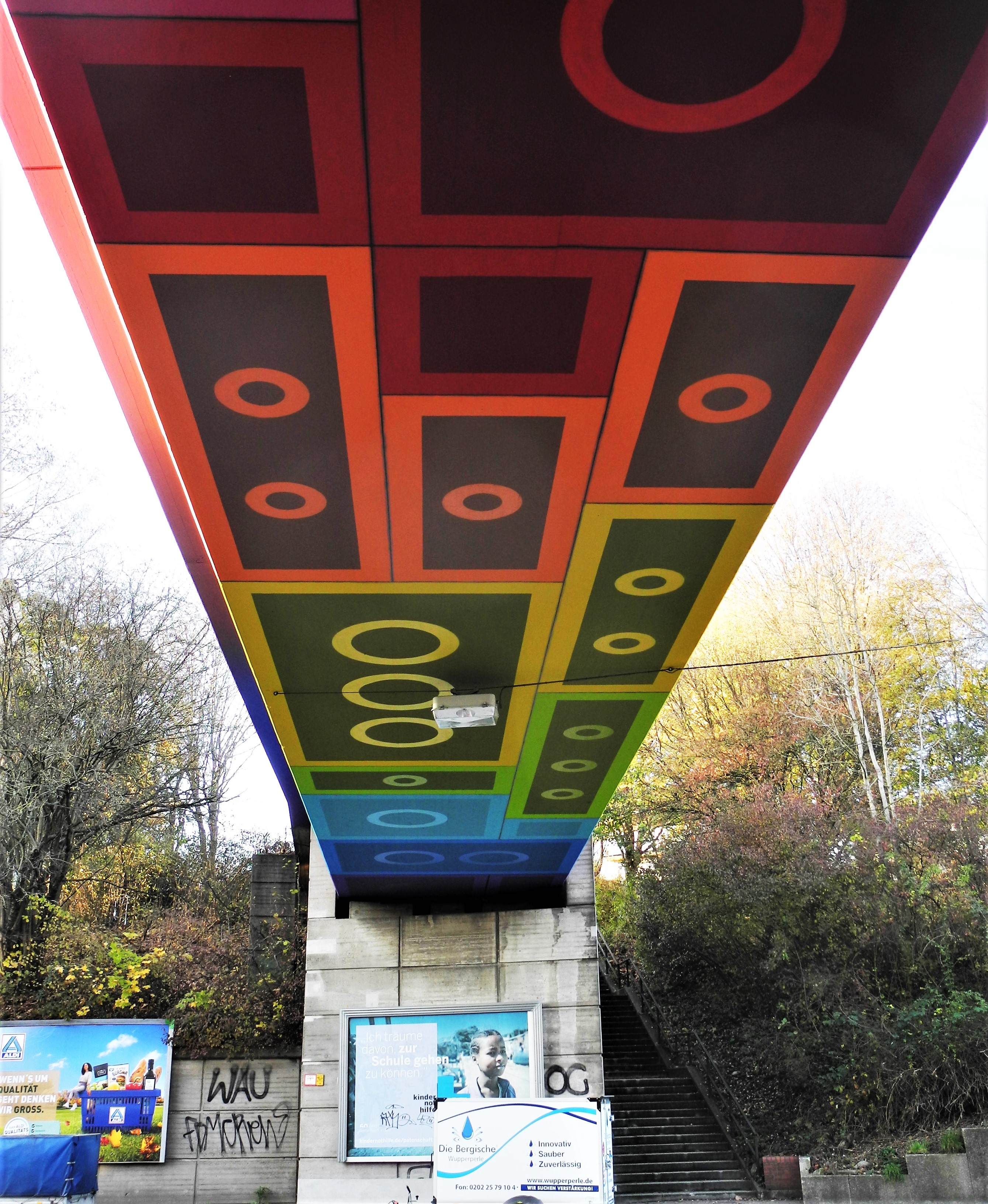
Unterseite der Legobrücke 2.0

Mitte 2020 gestaltete Martin Heuwald unter dem Titel Lego-Brücke 2.0 eine zweite ehemalige Eisenbahnbrücke in Wuppertal um. Diese Brücke ist Teil der Schwarzbachtrasse. Sie führt über die Dahler Straße (B7) in Wuppertal-Langerfeld. Die Gestaltung ähnelt der der ersten Lego-Brücke, wobei jedoch mehr Farben zur Anwendung kommen.